# Esgrima de penes

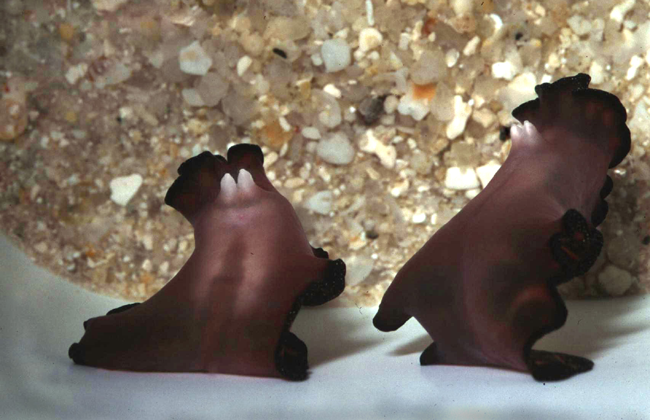
Dos platelmintos de la especie Pseudobiceros bedfordi preparándose para la esgrima de penes. P. bedfordi es excepcional porque aplica esperma sobre la piel de la pareja en lugar de inyectarlo.

La esgrima de penes (en inglés: Penis fencing) es un comportamiento de emparejamiento que llevan a cabo algunas especies de platelmintos, como el policládido Pseudobiceros hancockanus. Las especies que lo practican son hermafroditas; cada individuo tiene ovarios productores de óvulos y testículos productores de espermatozoides.
Las planarias "hacen esgrima" utilizando su pene con forma de daga con dos cabezas que son puntiagudas, y de color blanco. El ritual de apareamiento implica una pelea violenta durante la cual las dos planarias hermafroditas intentan perforar la piel de la otra con uno de los dos penes. Un individuo, el padre, inseminará al otro y el esperma se absorberá a través de los poros de la piel, provocando la fertilización del segundo, que será la madre. La pelea puede durar hasta una hora.

## Otros usos
El término también se aplica, generalmente de manera informal, a la actividad homosexual entre los machos bonobos; El frotamiento genital-genital entre individuos del mismo sexo se utiliza en la sociedad de los bonobos para consolidar lazos, reducir los conflictos y expresar el entusiasmo comunitario por la comida. Varias especies de ballenas también practican la esgrima del pene.